# Distretto di Tokachi
Il distretto di Tokachi (十勝郡?) è uno dei distretti della Sottoprefettura di Tokachi, Hokkaidō, in Giappone.
Attualmente comprende il solo comune di Urahoro.